# Giulio Cromer
Giulio Cromer noto anche come Croma o Cremer (Ferrara, 1572 – Ferrara, 1632) è stato un pittore italiano, di origine tedesca, del manierismo attivo per molti anni a Ferrara.

## Biografia
Nato in Slesia o da una famiglia tedesca a Ferrara, studiò in quella città con Domenico Mona essendo collega di bottega con il pittore ferrarese Giacomo Bambini anch'egli allievo di Mona. Morì a Ferrara nel 1632. In quest'ultima città dipinse una Predicazione di Sant'Andrea per la chiesa dedicata a quel santo e anche La chiamata dei santi Pietro e Andrea.